# 杜威 (蒙大拿州)
杜威（英語：Dewey）是位於美國蒙大拿州比弗黑德縣的普查規定居民點。

## 歷史
杜威的郵局於1878年設立，其後於1913年停運。

## 人口
根據2020年美國人口普查的數據，杜威的面積為0.69平方千米，當中陸地面積為0.68平方千米，而水域面積為0.01平方千米。當地共有人口25人，而人口密度為每平方千米36.23人。